# Альбіоло
Альбіоло (італ. Albiolo) — муніципалітет в Італії, у регіоні Ломбардія, провінція Комо.
Альбіоло розташоване на відстані близько 520 км на північний захід від Рима, 45 км на північний захід від Мілана, 12 км на захід від Комо.
Населення — 2739 осіб (2014).
Щорічний фестиваль відбувається 25 березня. Покровитель — Beata Vergine Annunciata.

## Демографія
Населення за роками:

Станом на 1 січня 2023 року в муніципалітеті офіційно проживало 86 іноземців з 28 країн, серед них 23 громадяни країн Євросоюзу та 5 громадян України.

## Сусідні муніципалітети
- Каньо
- Фалоппіо
- Ольджате-Комаско
- Сольб'яте
- Уджате-Тревано
- Вальмореа